# Derrick Allen
Derrick Dewayne Allen (Gadsden, 17 luglio 1980) è un allenatore di pallacanestro ed ex cestista statunitense.

## Palmarès
- Alabama Junior Community College Conference Player of the Year (2000)
- Coppa d'Islanda (2004)
- Campionato islandese (2004)
- Campione WBA (2004)
- All-WBA First Team (2004)
- Miglior ala della Bundesliga (2008)